# Chiesa di Sant'Ilario a Montereggi
La chiesa di Sant'Ilario a Montereggi si trova a Fiesole in località Montereggi.

## Storia e descrizione
È una delle chiese più antiche della diocesi, con notizie a partire dal secolo IX, a lungo sotto il patronato della famiglia fiorentina dei Baldovinetti, cui si deve la realizzazione dell'elegante ciborio in pietra serena scolpita con motivi vegetali e l'arme della famiglia, datato 1470, murato a lato dell'altar maggiore.
Quest'ultimo, edificato nel Cinquecento, ospita una grande tavola cinquecentesca di Alessandro Fei del Barbiere raffigurante la Madonna col Bambino tra i santi Giovanni Battista e Anna, prima della segatura subìta in basso firmata e datata 1578 e proveniente dal monastero di Santa Maria del Fiore a Lapo. Nel tardo Cinquecento la chiesa conobbe infatti un periodo di maggior importanza legata al fatto che dal 1565, con il raggiungimento del titolo di pieve, fu consentito officiarvi il sacramento del battesimo per il quale fu realizzato un fonte battesimale.
Entro la cornice degli altari edificati in epoca recente alle pareti laterali sono stati affrescate nel 1998 la Natività e la Crocifissione da Luciano Guarnieri, cui si deve anche il tabernacolo affrescato sulla strada.